# Belair (Luxemburg)
Belair és un dels 24 barris de la ciutat de Luxemburg. El 2012 tenia 10.185 habitants.
Està situat a l'orest de la ciutat. Té l'estadi nacional de Luxemburg, Estadi Josy Barthel nomenat així en honor del guanyador de l'única medalla olímpica d'or de Luxemburg. Es troba al barri l'estació de bombers principal de la ciutat i el Centre Hospitalari de Luxemburg.